# Hemaiag Pedro XVII Ghedighian
Hemaiag Pedro XVII Ghedighian, C.A.M. (en armenio: Հմայեակ Պետրոս ԺԷ. Կետիկեան, Hemaiag Bedros Ghedighian) (Trebisonda, Imperio otomano, 2 de octubre de 1905 - Bzommar, Líbano, 28 de noviembre de 1998) fue un religioso turco, patriarca (Catholicós) de Cilicia y primado de la Iglesia católica armenia.

## Biografía
Nació en Trebisonda, en la actual Turquía (por aquel entonces Imperio otomano). Fue ordenado sacerdote en 1930 y se convirtió en el abad de la Congregación Mequitarista de Venecia. Fue arzobispo titular de Chersonesus in Zechia desde 1971 hasta 1978, cuando fue elegido como patriarca de la Iglesia católica armenia. Su mandato coincidió con la guerra civil libanesa. En 1982 se retiró debido a su edad, pasando a ser patriarca emérito.
| Predecesor: Ignacio Pedro XVI Batanian | Patriarca de Cilicia de los Armenios 1976 - 1982 | Sucesor: Juan Pedro XVIII Kasparian |